# Supercoupe d'Éthiopie de football
La Supercoupe d'Éthiopie de football est une compétition de football créée en 1985 opposant le champion d'Éthiopie au vainqueur de la coupe d'Éthiopie.

## Palmarès
| Année | Vainqueur        | Score        | Finaliste              |
| ----- | ---------------- | ------------ | ---------------------- |
| 1985  | Brewery          |              |                        |
| 1986  | Brewery          |              |                        |
| 1987  | Brewery          |              |                        |
| 1988  | Bunna Gebeya     |              |                        |
| 1989  | non disputée     | non disputée | non disputée           |
| 1990  | Brewery          |              |                        |
| 1991  | non disputée     | non disputée | non disputée           |
| 1992  | non disputée     | non disputée | non disputée           |
| 1993  | Mebrat Hail      |              |                        |
| 1994  | Saint-George SA  |              |                        |
| 1995  | Saint-George SA  |              |                        |
| 1996  | Saint-George SA  |              |                        |
| 1997  | Ethiopian Bunna  |              |                        |
| 1998  | Mebrat Hail      |              |                        |
| 1999  | non disputée     | non disputée | non disputée           |
| 2000  | Ethiopian Bunna  | 1-1 2-1      | Saint-George SA        |
| 2001  | Mebrat Hail      | 4-1 1-2      | Saint-George SA        |
| 2002  | Saint-George SA  | 2-1 1-0      | Ethiopian Insurance FC |
| 2003  | Saint-George SA  | 1-0 5-0      | Ethiopian Bunna        |
| 2004  | Bankoch          | 2-1          | Awassa Kenema          |
| 2005  | Saint-George SA  | 2-0 2-0      | Awassa Kenema          |
| 2006  | Saint-George SA  | 0-0 6-0      | Defence Force SC       |
| 2008  | Ethiopian Bunna  | 2-1          | Saint-George SA        |
| 2009  | non disputée     | non disputée | non disputée           |
| 2010  | Saint-George SA  | 3-2          | Dedebit FC             |
| 2011  | Ethiopian Coffee | 2-1 0-0      | Saint-George SA        |
| 2015  | Saint-George SA  | 1-1 5-4 tab  | Defence Force SC       |
| 2017  | Saint-George SA  | 2-0          | Welayta Dicha          |
| 2018  | Defence Force SC | 1-1 4-2 tab  | Jimma Aba Jifar        |
| 2019  | Fasil City       | 1-0          | Mekelle 70 Enderta     |